# Principato di Valguarnera
Il Principato di Valguarnera (in latino Principatus Valguarnera; in spagnolo Principado de Valguarnera) fu uno stato feudale esistito in Sicilia dal 1626 al 1812. Il suo territorio corrispondeva all'odierno comune di Valguarnera Caropepe, in provincia di Enna. Feudo di proprietà della famiglia Valguarnera, da cui trae origine il nome, per estinzione in linea maschile della medesima nella seconda metà del XIX secolo, il titolo di Principe di Valguarnera passò per successione agli Alliata.

## Storia
Il feudo Caropepe, in territorio di Assoro, nel Val Demone, fu inizialmente possesso di una nobile famiglia di Castrogiovanni che ne prese anche il nome: nel 1345, ne risultava proprietaria Margherita di Caropepe. Da costei passò successivamente in possesso di un suo congiunto, Lamberto di Caropepe, che ebbe una sola figlia, Costanza, coniugata a Ludovico di Pampalona che la ottenne in dote. A quest'ultimo, il feudo venne confiscato nel 1393 per fellonia dal re Martino I di Sicilia, devoluto al Regio demanio e successivamente assegnato ad un cavaliere, Pietro Mironi.
Nel 1396, il Mironi ebbe revocato per fellonia il possesso del feudo Caropepe, assegnato all'avvocato messinese Tommaso Crispo. Due anni più tardi, nel 1398, il Crispo vendette Caropepe ai cavalieri catalani Simone e Vitale di Vallgornera, già possessori della baronia di Assoro. Il possesso del feudo venne a costoro confermato con privilegio dato dal Re Martino il 6 ottobre 1404. Morti ambedue senza lasciare legittima discendenza, il possesso dei loro beni feudali venne assunto dal fratello maggiore Francesco, IV signore di Vallgornera, e dal figlio di questi, Vitale, i cui discendenti si cognomarono nella forma italianizzata Valguarnera. Nel 1553, Giovanni Valguarnera Ribasaltes, VII barone di Assoro, per privilegio dato dall'imperatore Carlo V d'Asburgo, ottenne la licentia populandi per il feudo Caropepe, su cui vi fondò il casale di Valguarnera, che venne così elevato a baronia.
La baronia di Valguarnera fu elevata a rango di principato con Francesco Valguarnera del Carretto, VI conte di Assoro, che per privilegio dato dal re Filippo IV di Spagna il 24 ottobre 1626, esecutoriato il 26 gennaio 1627, ricevette investitura del titolo di I principe di Valguarnera. Il Principato di Valguarnera fu soppresso nel 1812 per l'abolizione del feudalesimo avvenuta nel Regno di Sicilia, a seguito della promulgazione della Costituzione siciliana concessa dal re Ferdinando III di Borbone. Al momento della sua soppressione, feudatario fu Pietro Valguarnera La Grua, VII principe di Valguarnera, con il quale si estinse il ramo principale del casato, e pertanto gli succedette nei suoi titoli il nipote Alessandro Alliata Valguarnera dei Principi di Villafranca, che ottenne legale riconoscimento dal Regno d'Italia dei titoli di Principe di Valguarnera e Conte di Assoro con decreto ministeriale del 9 febbraio 1887.

## Cronotassi dei Principi di Valguarnera

### Periodo feudale
- Francesco Valguarnera del Carretto (1626-1635)
- Giuseppe Valguarnera Lanza (1635-1656)
- Francesco Valguarnera Arrighetti (1656-1704)
- Francesco Saverio Valguarnera Gravina (1704-1739)
- Marianna Valguarnera Branciforte (1739-1776)
- Pietro Valguarnera Gravina (1776-1779)
- Giuseppe Emanuele Valguarnera a Valguarnera (1779-?)
- Pietro Valguarnera La Grua (?-1812)

### Periodo post-feudale
- Pietro Valguarnera La Grua (1812-1855)
- Alessandro Alliata Valguarnera (1855-1894)
- Edoardo Alliata Valguarnera (1894-1898)
- Giuseppe Alliata Lo Faso (1898-1913)
- Gabriele Alliata Bazan (1913-1929)
- Giuseppe Alliata San Martino Ramondetta (1929-1946)